# Кусты (Вологодская область)
Кусты — деревня в Шекснинском районе Вологодской области России.
Входит в состав сельского поселения Сиземского (с 1 января 2006 года по 8 апреля 2009 года входила в Чаромское сельское поселение), с точки зрения административно-территориального деления — в Чаромский сельсовет.
Расстояние по автодороге до районного центра Шексны — 14 км, до центра муниципального образования Чаромского — 4 км. Ближайшие населённые пункты — Дуброво, Мокрица, Гаврилово.
По данным переписи в 2002 году постоянного населения не было.